# أحلى أيام (مسلسل 2013)
أحلى أيام، سيت كوم مصري عرض في رمضان 1434 هـ / 2013م.

## القصة
يحكي المسلسل قصة ثلاثة شبان وفتاتين يتذكرون أحلى أيام في حياتهم وهي أيام الشقاوة والبحث عن الفتاة المناسبة التي ستصبح زوجة المستقبل وأم الأبناء. يجسد طارق الإبياري شخصية "شادي" الشاب الخجول الذي يحلم بمصادقة الفتيات، ويساعده في ذلك صديقه رامز أمير (هيثم) الشاب المتفتح الناجح في الإيقاع بالعديد من الفتيات، أما أحمد حاتم (كريم) فيجسد شخصية الشاب الرومانسي الحالم الذي يحب "رشا" التي تجسد شخصيتها ريهام حجاج، أما ميرهان حسين فتجسد شخصية "بسمة" الفتاة العملية التي تخشى الارتباط وفي جو كوميدي للغاية تغلفه الرومانسية تتوالى الأحداث.
يعد العمل هو النسخة المصرية من اللسيت كوم الأمريكي الشهير (كيف قابلت أمكم How I Met Your Mother).

## بطولة
- طارق الإبياري: شادى
- أحمد حاتم: كريم
- ريهام حجاج: رشا
- ميرهان حسين: بسمة
- رامز أمير: هيثم